# (8031) Williamdana
(8031) Williamdana ist ein Asteroid des inneren Hauptgürtels, der am 7. März 1992 von den japanischen Astronomen Seiji Ueda und Hiroshi Kaneda am Observatorium in Kushiro (IAU-Code 399) entdeckt wurde.
Der Himmelskörper ist nach dem US-amerikanischen Testpiloten William H. Dana (1930–2014) benannt, der 16 Flüge im X-15-Programm absolvierte und als NASA-Pilot erst am 24. August 2005 seine Astronautenschwingen verliehen bekam.